# Ulica Mikołaja Kopernika w Częstochowie
Ulica Mikołaja Kopernika (dawniej Żelazna) – jedna z ważniejszych ulic w śródmieściu Częstochowy, rozciągająca  się między al. Wolności a ul. gen. K. Pułaskiego.
Przy ulicy znajdują się m.in. Wyższa Szkoła Lingwistyczna, bank PKO, Dom Technika NOT, siedziba TNOiK, bloki mieszkalne i kilka kamienic z początków XX wieku. Przy skrzyżowaniu z ul. Śląską znajduje się modernistyczny gmach obecnej Poczty Polskiej (dawna częstochowska poczta główna, obecnie poczta nr 17), prawosławna cerkiew pw. Częstochowskiej Ikony Matki Bożej i luterański kościół imienia Wniebowstąpienia Pańskiego.

## Galeria

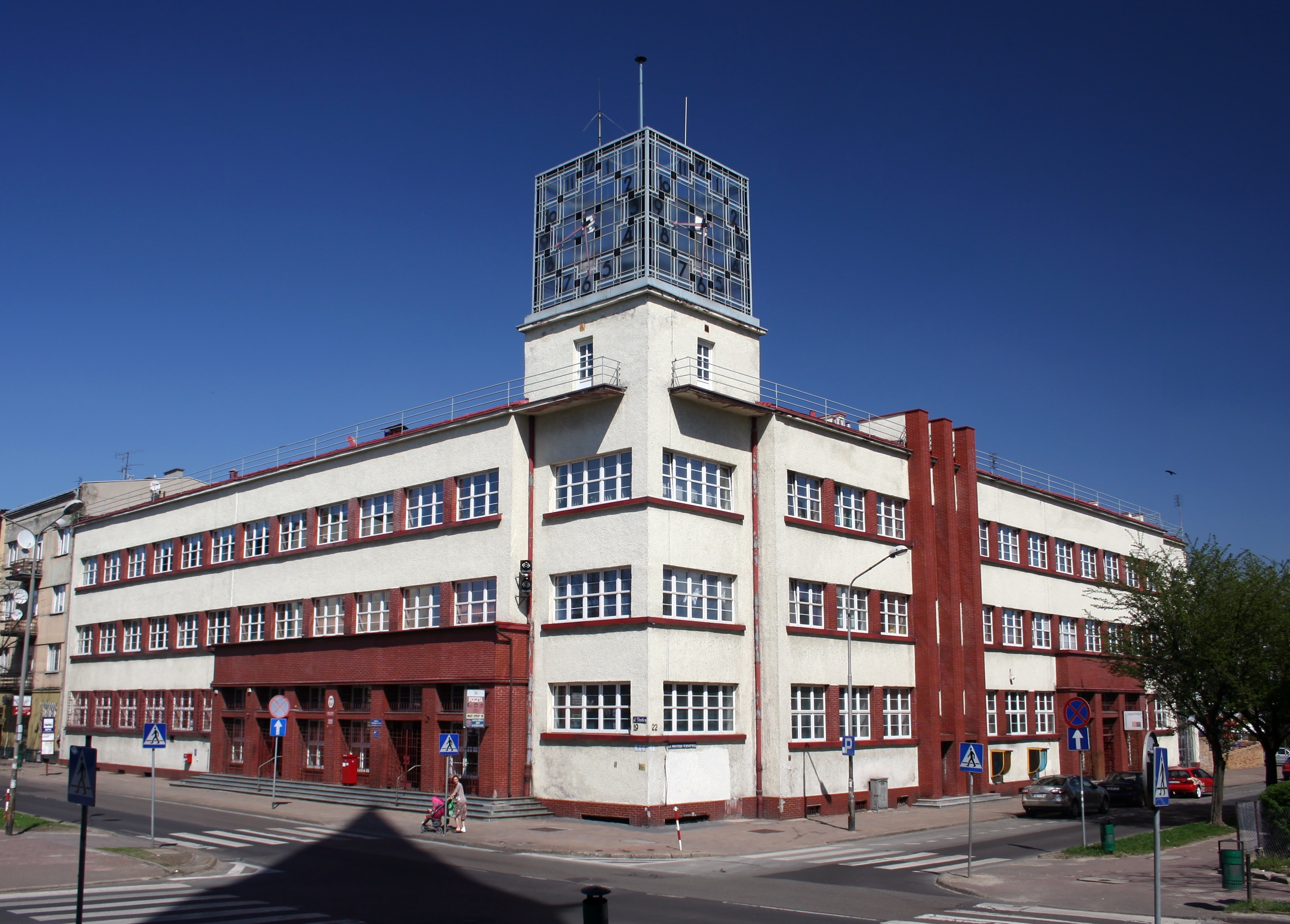
Zabytkowy budynek poczty
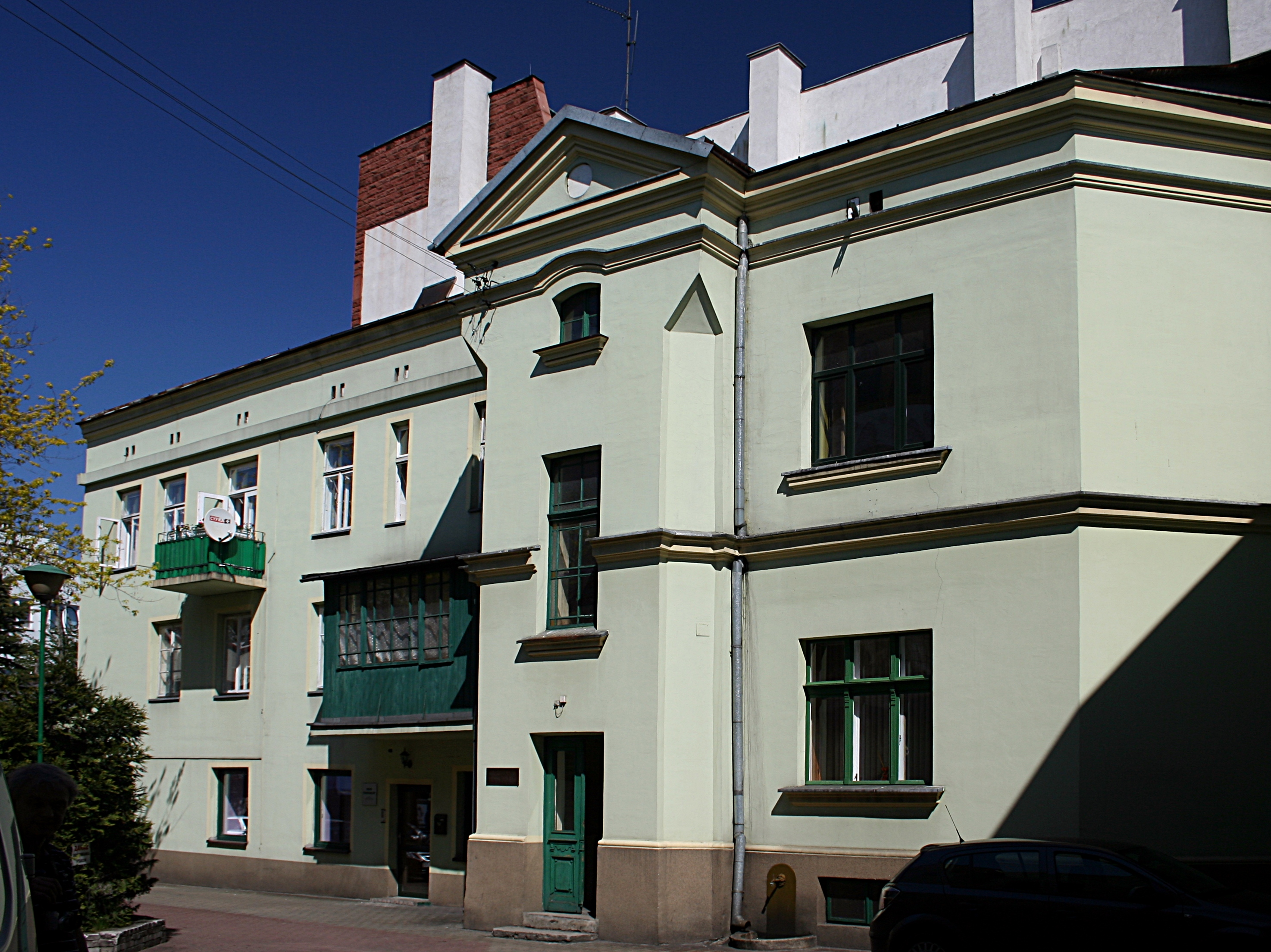
Zabytkowy budynek z nr 21
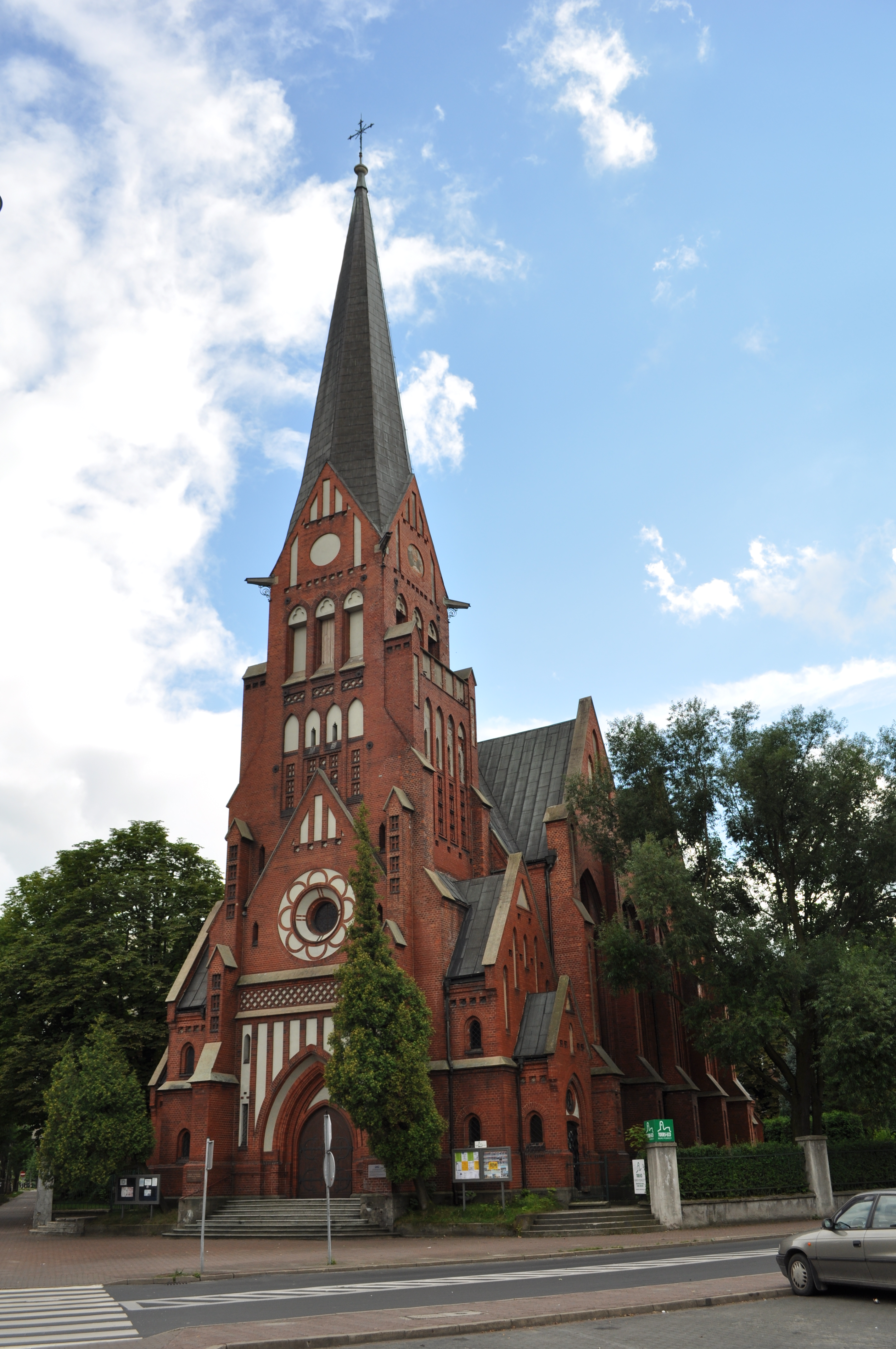
Zabytkowy kościół luterański
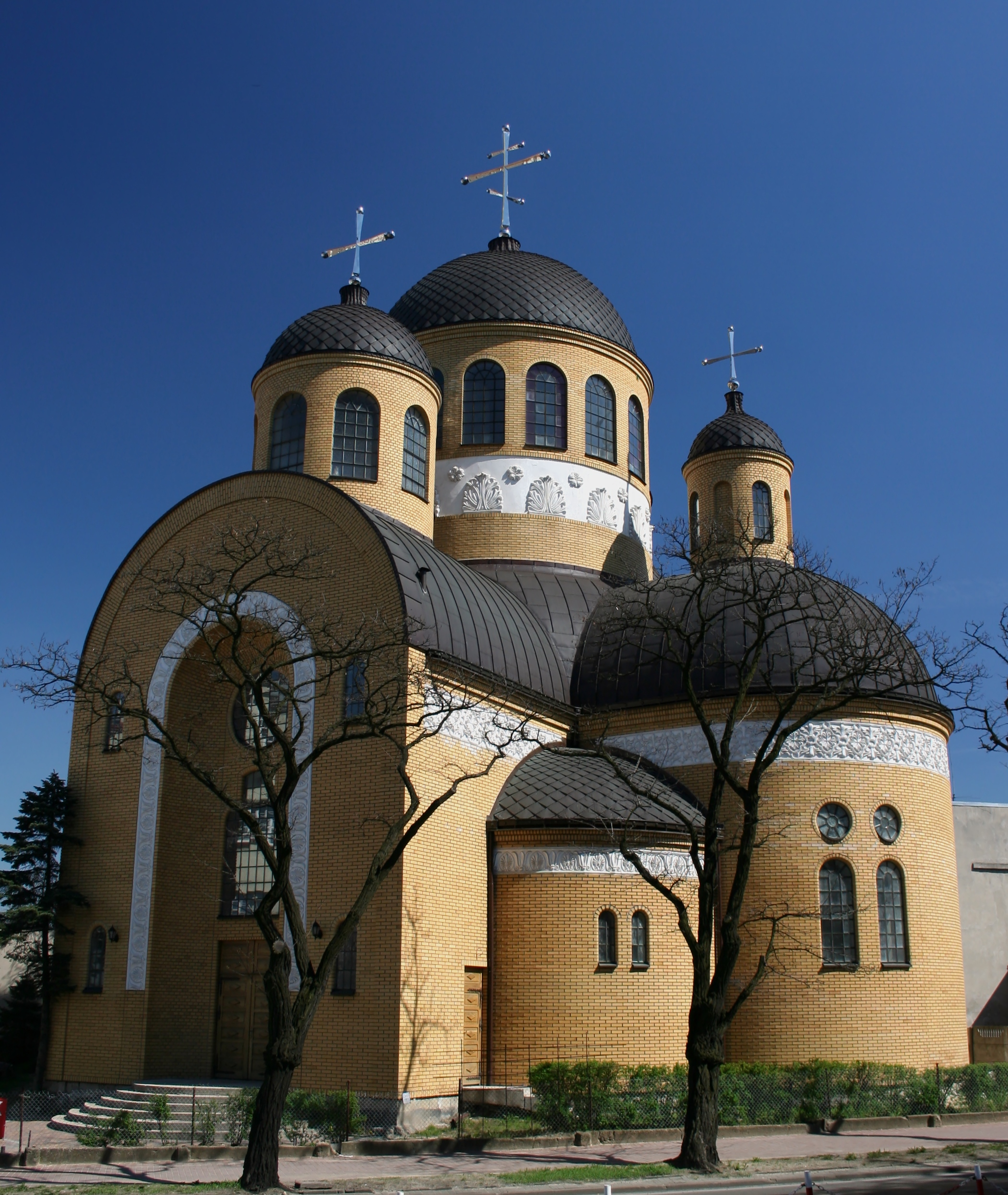
Cerkiew Częstochowskiej Ikony Matki Bożej